# Adoumkrom
Adoumkrom, orthographié aussi Adoumkroum, est un village situé dans le Nord-est de la Côte d'Ivoire, dans la Région du Gontougo. C'est de cette Région que dépendent le département du Bondoukou et la sous-préfecture Appimandoum; Adoumkrom se trouve précisément dans le district de Zanzan. Les ressortissants d'Adoumkrom sont originaires de la grande tribu Abron, qui se trouve concentrée de part et d’autre de la région transfrontalière ivoiro-ghanéenne. Adoumkrom est régi par une chefferie traditionnelle dont l’autorité est reconnue par le pouvoir étatique.

## Repères géographiques
Adoumkrom est environné de plusieurs localités. On retrouve au nord le village de Krébio-Kessé (ou Kérébio-Kessé), qui lui est distant de 1,5 km; à 3,5 km au sud, se trouve Domiambra (ou Doméabra); 2 km à l’ouest Yakassé Akidom, et Koffitiakrom 3,5 km à l’est. 
Adoumkrom s’étend sur une superficie de 1,17 km2. Le village héberge une population de 1 011 habitants, d’après le dernier recensement en date (2021).  

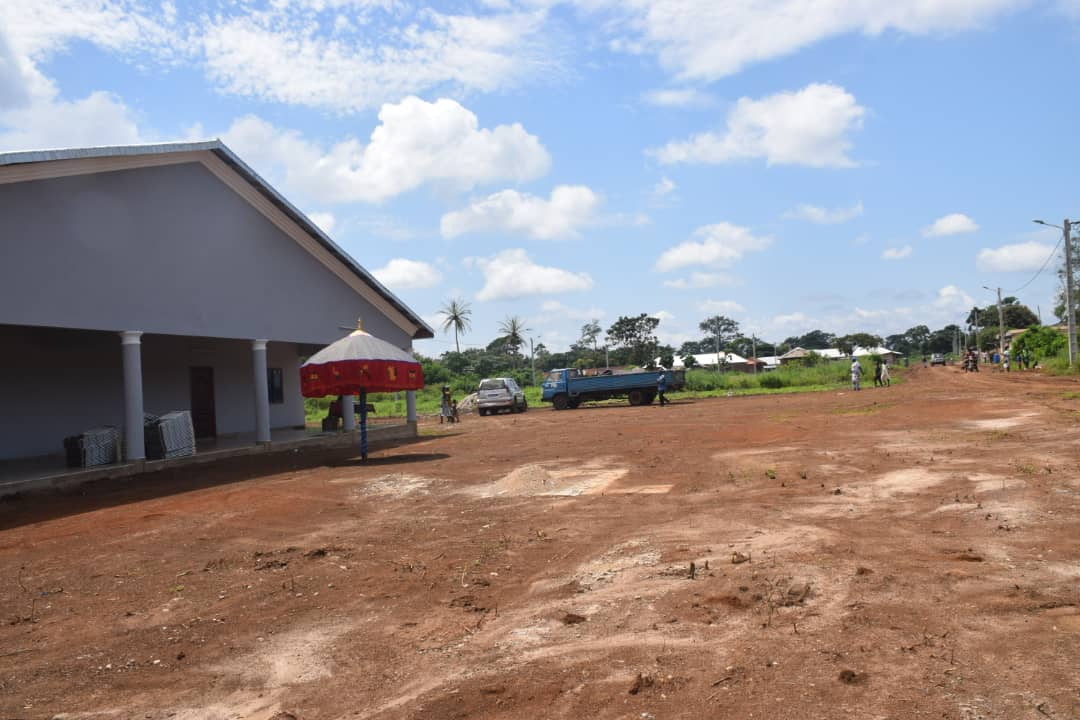
Adoumkrom: Façade et esplanade du palais de la chefferie

- Latitude: 7,049° nord
- Longitude: -2,8634° ouest
- Altitude: 324 mètres
- Climat: de type tropical[3]

## Histoire
Etymologiquement, Adoumkrom signifie en langue abron "le village d’Adoum". Koffi Adoum, le fondateur d’Adoumkrom avait quitté son père et les siens à Krébio (ou Kérébio) pour se rapprocher des plantations qui se trouvaient alors assez éloignées du village. Il a été rejoint progressivement par d’autres membres de sa tribu, et c'est ainsi que ce qui était au départ un singulier campement de paysans est devenu au fil du temps un village, baptisé du nom de son fondateur. 
À l’origine, les habitants d’Adoumkrom sont partis du village de Zanzan, non loin de Bondoukou (12 km), puis ils ont migré à Krébio, d’où Koffi Adoum est parti pour créer son campement dans la zone des plantations.

## Chefferie traditionnelle

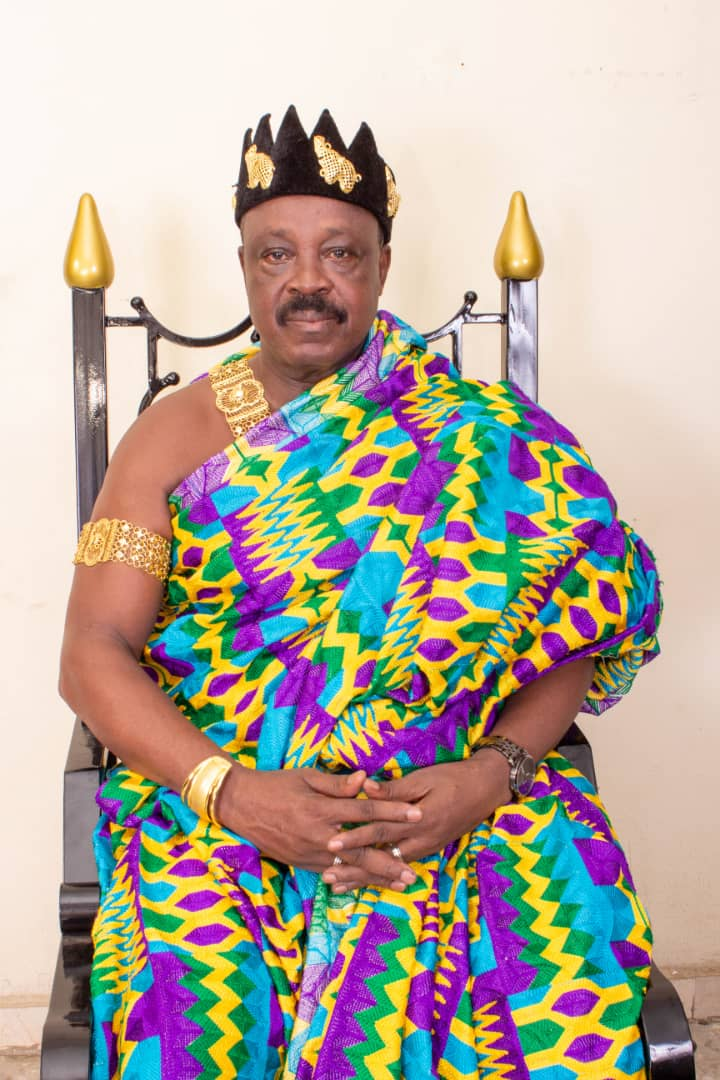
Sa Majesté Nanan Fodjo Ababio (2022)

Sur le plan coutumier, Adoumkrom appartient au canton Ahinvié, ayant pour chef-lieu Zanzan.  
Intronisé le 17 août 2019 sous le nom de règne Nanan Fodjo Ababio, Fodjo Kadjo Abo est l’actuel chef traditionnel d’Adoumkrom. Le chef et ses notables président les grandes cérémonies, dirigent le village et tranchent les litiges selon la loi coutumière. Ils siègent dans le nouveau palais de la chefferie d’Adoumkrom, inauguré en octobre 2021, avec une capacité d’accueil de 450 personnes. L’ancien palais continue cependant d’abriter certains rites et cérémonies, à l’instar du culte traditionnel lors de la fête de l'igname, que l’on célèbre annuellement.

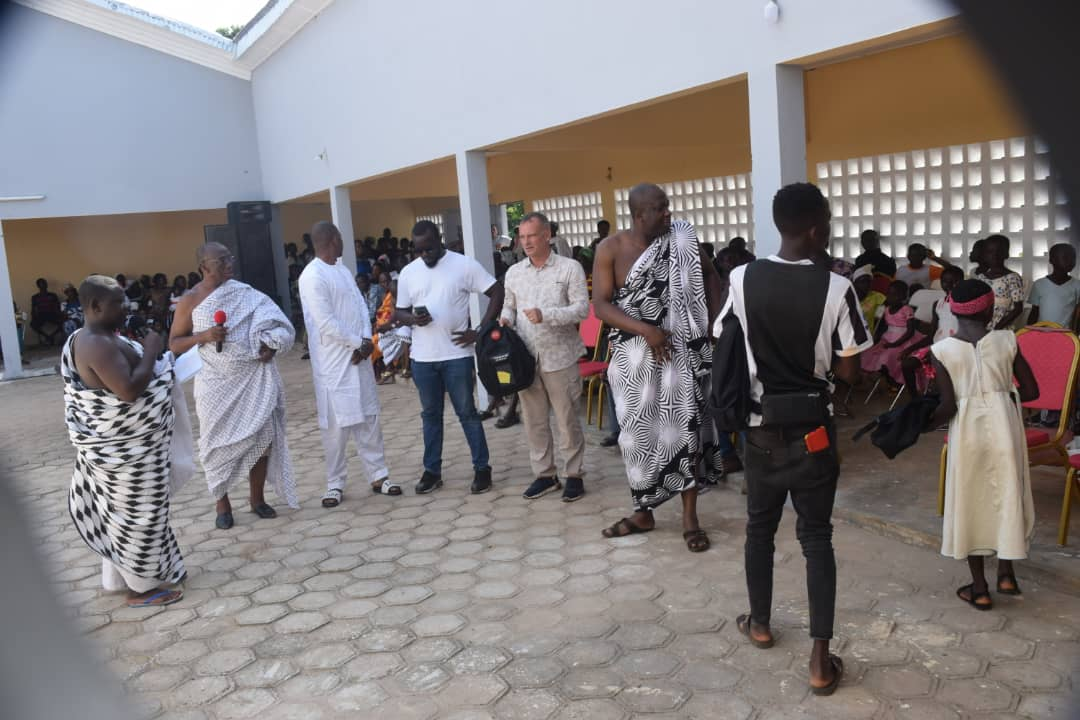
Une cérémonie dans l'enceinte du nouveau palais de la chefferie d'Adoumkrom

## Armoiries
- La devise d'Adoumkrom : "Rien n'est impossible à Dieu".
- Symbole : la termitière est le symbole de l'unité et de la fraternité des habitants d'Adoumkrom[4].

## Activités agricoles
Les échanges commerciaux d’Adoumkrom dépendent majoritairement de ses cultures vivrières et de ses cultures de rente. On y sème aussi des céréales comme le maïs.  
Le taro, le manioc, la banane et l'igname constituent pour leur part les principales cultures vivrières.  
Pour ce qui est des cultures de rente, le café et le cacao ont pendant un temps été privilégiés, au détriment de la cola qui par le passé était très demandée par les négociants venus du Soudan et de l’actuel Mali. Aujourd'hui, les paysans d’Adoumkrom produisent surtout l’anacarde.

## Culture et traditions
Les habitants d’Adoumkrom restent attachés aux rites et aux traditions du peuple Abron. Ils vouent un culte aux mânes des vénérables ancêtres, ainsi qu’aux divinités de Zanzan et de Bôffa. Un bois sacré est réservé aux rites d’adoration. Cependant les diverses chapelles représentatives du christianisme comptent aussi des adeptes parmi la population. La langue parlée à Adoumkrom est celle de la tribu Abron (le bron). Diverses célébrations festives ou coutumières sont observées. Le Mouroufié par exemple, ou fête de l’igname, se tient chaque année en octobre ou en novembre, selon les variations du calendrier abron.

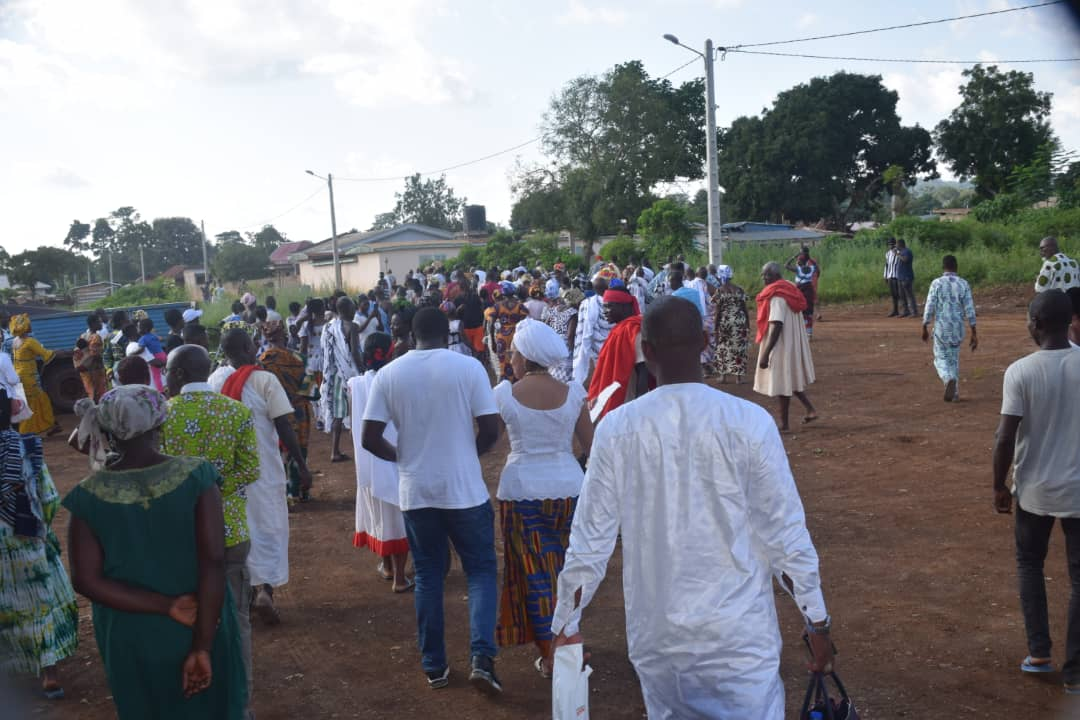
Les habitants d'Adoumkrom se rendent à une cérémonie au palais de la chefferie

## Défis actuels
En 2022, Sa Majesté Nanan Fodjo Ababio a sollicité  le soutien des autorités de son pays pour faire face aux problèmes que connaît le village Adoumkrom : l'enclavement routier rend difficile l'évacuation des récoltes vers la ville, ce qui a pour conséquence d'aggraver le manque de ressources pécuniaires dans la localité ; la vie quotidienne est durement affectée par le manque d'adduction d'eau et d'électricité ; la productivité d'Adoumkrom est considérablement réduite du fait de l'exode de sa force juvénile, des jeunes désœuvrés qui émigrent vers les agglomérations pour tenter leur chance. 
Parmi les solutions envisagées, le chef Nanan Fodjo Ababio et ses notables travaillent sur un projet de construction d'un marché périodique.

## Personnalités
- Fodjo Kadjo Abo: écrivain et magistrat hors hiérarchie, actuel chef coutumier d’Adoumkrom intronisé en 2019.
- Appiah Adou: écrivain, enseignant-chercheur.
- Simon Affi: artiste musicien[2]